# Biskupiec, Powiat Nowomiejski
Biskupiec (tyska Bischofswerder) är en by i Ermland-Masuriens vojvodskap i nordöstra Polen. Biskupiec hade 1 913 invånare år 2010.

## Administrativ indelning
Tidigare tyska namn inom parentes.
| - Babalice (Babalitz) - Bielice (Bielitz) - Biskupiec (Bischofswerder) - Czachówki (Schackenhof) - Fitowo (Fittowo) - Gaj (Neubruch) - Krotoszyny (Krottoschin) - Lipinki (Lippinken) - Łąkorek (Lonkorrek) | - Łąkorz (Lonkorsz) - Mierzyn (Petersdorf) - Osetno (Ossettno) - Ostrowite (Ostrowitt) - Piotrowice Duże - Piotrowice Małe (Klein Peterwitz) - Podlasek Duży - Podlasek Mały | - Rywałdzik (Klein Rehwalde) - Słupnica (Stangenwalde) - Sumin (Summin) - Szwarcenowo (Schwarzenau) - Tymawa Wielka - Wardęgowo (Wardengowo) - Wielka Wólka (Groß Wolka) - Wonna (Wonno) |